# 特维夫林根
特维夫林根是德国下萨克森州的一个市镇。总面积18.78平方公里，总人口736人，其中男性371人，女性365人（2011年12月31日），人口密度39人/平方公里。